# Jan Urbánek
Jan Urbánek (* 8. června 1976) je český baseballista a trenér baseballu.

## Biografie
V roce 1995 se stal členem baseballového klubu v Třebíči, v roce 1996 získal klub nový název – Nuclears Třebíč. V roce 1997 se Jan Urbánek stal nejužitečnějším pálkařem při turnaji v Haarlemu. V roce 2000 se stal předsedou klubu Nuclears Třebíč a v roce 2005 se stal členem širšího výběru baseballové reprezentace ČR. V roce 2008 stál za stavbou baseballového areálu Na Hvězdě v Třebíči, ten byl otevřen v roce 2011. V roce 2020 se stal trenérem baseballového klubu Nuclears Třebíč. V roce 2021 je stále aktivním hráčem baseballu.
Byl oceněn v anketě Sportovec kraje Vysočina v roce 2023, získal Cenu za přínos pro sport.